# モンペリエ・サン＝ロック駅
モンペリエ・サン＝ロック駅（モンペリエ・サン＝ロックえき、フランス語: Gare de Montpellier-Saint-Roch）は、フランスのモンペリエにあるフランス国鉄（SNCF）の駅である。モンペリエの中心駅である。ラングドック＝ルシヨン地方の主要な交通拠点のひとつ。
旧称はモンペリエ駅（Gare de Montpellier）。2005年3月に、モンペリエ出身の聖人、聖ロクスにちなんで駅名が変更された。 
本記事では、モンペリエ・トラム1号線と2号線のサン＝ロック駅停留所（Gare Saint-Roch）、3号線と4号線のサン＝ロック駅＝レピュブリック停留所（Gare Saint-Roch - République）も掲載する。

## 駅構造

### フランス国鉄
6面4線のプラットホームからなり、端のA番ホームとF番ホームは単式ホーム、中央のBからE番ホームは島式ホームを使用している。ホームと線路は南西から北東に伸びている。